# Michael A. Hill
Michael Anthony Hill (né le 12 février 1980 à Alexandria, en Louisiane) est un mathématicien américain spécialisé en topologie algébrique.

## Biographie
Hill étudie à l'université Harvard (avec un baccalauréat en 2002) et au Massachusetts Institute of Technology, où il obtient un doctorat en 2006 sous la direction de Michael J. Hopkins (titre de sa thèse :  Computational Methods for Higher Real K-Theory with Applications to Tmf ). Hill est ensuite étudiant post-doctoral à l'université Harvard, puis instructeur « Whyburn », professeur assistant et à partir de 2010 professeur associé, le tout à l'université de Virginie. En 2015, il devient professeur à l'université de Californie à Los Angeles.
Hill cofonde une série d'ateliers appelée « Talbot » pour les chercheurs en début de carrière ainsi que Spectra, une association pour la communauté mathématique LGBTQ+.

## Recherche
Hill résout, avec Douglas Ravenel et Michael J. Hopkins, le problème de l'invariant de Kervaire 1 en 2009,. Le problème concerne les dimensions possibles des variétés qui ont l'invariant de Kervaire 1 (d'après Michel Kervaire), et a longtemps été un problème ouvert en topologie algébrique. Hill travaille en théorie de l'homotopie et sur formes modulaires en topologie.

## Distinctions
En 2010, Hill obtient une bourse Sloan.
En 2014, Hill est conférencier invité au Congrès international des mathématiciens de Séoul (titre de sa communication : On the non-existence of elements of Kervaire invariant one). En 2022, il est colauréat du prix Oswald-Veblen,.
En 2021, Hill est élu fellow de l'AMS.

## Publications
- M. A. Hill, M. J. Hopkins et D. C. Ravenel, « On the nonexistence of elements of Kervaire invariant one », Annals of Mathematics, vol. 184, no 1,‎ 2016, p. 1–262 (lire en ligne, consulté le 29 novembre 2022).